# تری بارتلت (بازیکن فوتبال)
تری بارتلت (انگلیسی: Terry Bartlett؛ زادهٔ ۳۰ اوت ۱۹۴۸) بازیکن فوتبال اهل بریتانیا است.
از باشگاه‌هایی که در آن بازی کرده‌است می‌توان به باشگاه فوتبال گریمزبی تاون اشاره کرد.